# 永野芽郁
永野芽郁（日语：／ Nagano Mei，1999年9月24日—）是日本女演員及藝人，東京都西東京市出身，身高163公分，血型為AB型。所屬經紀公司為星塵傳播製作1部。

## 經歷
永野芽郁早年就讀西東京市立田無小學校，繼而入讀西東京市立田無第三中學校。而後再於深川市的通信制中學 ─ 克拉克紀念國際高等學校（クラーク記念国際高校）完成學業。她小學3年級在吉祥寺被星探發掘進入演藝界。2009年公開上映的電影《復仇米麗之血戰》以兒童演員身分出道。
2010年起在日本時裝雜誌《Nico☆Puchi》擔任時裝模特兒，2013年6月起至2016年3月另外在姊妹雜誌《nicola》進行模特兒（nicomo）的活動。暱稱。
2010年在吉瀨美智子主演的原作漫畫改編電視劇《鋼之女》飾演小學時期的主角芳賀稻子，2013年在NHK大河劇《八重之櫻》飾演少女時期的山川常盤。
2015年於原作漫畫改編的真人電影《俺物語!!》女主角的試鏡會中入選，第一次飾演電影女主角。
2016年的另一部原作漫畫改編電視劇《戀聲情人夢》成為她在電視劇主演的處女作。同年8月開始在雜誌《Seventeen》從事模特兒的活動。
2017年6月，出演NHK晨間劇《半邊藍天》女主角榆野鈴愛。
2019年4月30日，於該日發行的《Seventeen》6月號雜誌發表從專屬模特兒畢業的消息。
2021年7月23日其所屬公司宣布，確診新型冠狀病毒陽性。而正在演出的電視劇《秘密內幕～戰鬥吧！派出所女子～》的拍攝也受到影響，她在隔離期間，取而代之的是8月4日和11日為期兩週的特別篇。8月5日復歸到工作當中。

## 爭議事件
2025年4月23日，《周刊文春》披露永野芽郁疑似與已婚且有女兒的男藝人田中圭及韓星金武俊私下交往，刊出永野與田中圭的牽手自拍照及親密合照，並訪問田中，田中表示過夜留宿永野公寓及曾經持有永野家鑰匙為事實，但否認交往。田中及永野雙方經紀公司其後均發文否認，但表示兩人行為易引起誤會，永野經紀公司亦表示已私下提醒永野注意言行。
五天後，永野於冠名廣播節目首度提及此事，表示「對於做出易引起誤解的輕率行為感到反省。今後會以更有分寸的態度行動，不再讓同樣的事情發生」，全長不到一分鐘。此回應的輕鬆語氣及公式化措辭，加上廣告代言及演出工作皆未受影響，各電視台也罕見地幾乎未報導此事件，疑因經紀公司壓新聞，引發輿論反感。5月7日，同周刊再度刊出兩人被爆料後的LINE調情及串供對話，但雙方經紀公司仍否認，表示相信兩人。
5月16日，永野代言的9個廣告已被全數撤下。5月19日，取消參演NHK大河劇《豐臣兄弟！》，冠名廣播節目亦遭到腰斬。

## 演出作品
※粗體字表示說明飾演的主要角色。

### 電影
華納兄弟電影
- 浪客劍心（2012年8月25日） - 三條燕[25]
- 假面病棟（2020年3月6日） - 川崎瞳[26][27]
- 接棒家族（2021年10月29日） - 森宮優子
- 工作細胞（2024年12月） - 紅血球
- 塗鴉日記（2025年5月） - 林明子

東寶
- 俺物語!!（2015年10月31日） - 大和凜子[28]
- 白晝的流星（2017年3月24日） - 與謝野雀 [29]
- 帝一之國（2017年4月29日） - 白鳥美美子[30]
- 兵乓少女大逆襲（2017年10月21日） - 小笠原愛莉[31]
- 妳在月夜裡閃耀光輝（2019年3月15日） - 渡良瀨真水[32]
- 電影 擅長捉弄人的高木同學（2024年5月31日） - 高木[33]

松竹
- 蜜桃女孩（2017年5月20日） - 柏木沙繪[34]
- 電影之神（2021年8月6日） - 食堂女兒[35]
- 母性（2022年11月23日）– 田所清佳

其它發行商
- 復仇米麗之血戰（日语：ハードリベンジ・ミリー#ハード・リベンジ、ミリー ブラッディバトル）（2009年7月11日，Jolly Roger）
- 斑馬人2：斑馬城的逆襲（日语：ゼブラーマン -ゼブラシティの逆襲-）（2010年5月1日，東映） - 菫
- 我的壞前輩（日语：私の優しくない先輩#映画）（2010年7月17日，Phantom Film（日语：ファントム・フィルム）） - 小學時期的西表耶麻子
- 高校制霸 ULTRA MAX（日语：ガチバンシリーズ）（2014年4月12日，AMG Entertainment（日语：AMGエンタテインメント）） - 星良
- 裁縫師的美麗人生（日语：繕い裁つ人#映画）（2015年1月31日，GAGA（日语：ギャガ）） - 麻里
- PARKS（2017年4月22日，boid） - 春[36]
- My Broken Mariko（2022年） - 椎野智世
- 地狱花园（2021年） - 田中直子

### 電視劇
NHK系列
- NHK教育
  -  （2011年1月12日） - 珠子〈主演〉
  - ABU亞洲小孩劇場系列（日语：ABUアジア子どもドラマシリーズ#第7回 2011年） 「遠足」（2011年8月1日） - 三島水樹

- NHK
  - 大河劇
    - 八重之櫻 第20話－第30話（2013年5月19日－7月28日）－ - 山川常盤
    - 真田丸 第42話、第48話（2016年10月23日、12月4日） - 千姬（豐臣秀賴正室）

  - 連續電視小說
    - 半邊藍天（2018年4月2日－9月29日） - 榆野鈴愛〈主演〉[11][37]

- NHK BS Premium
  - 柏拉圖（日语：プラトニック (テレビドラマ)）（2014年5月25日－7月13日） - 望月沙莉

富士電視網
- 富士電視台
  - 毛骨悚然撞鬼經驗 夏季特別篇2011 「深淵的迷路孩子」（2011年9月3日）
  - 為東京叫來奧運的男人（日语：東京にオリンピックを呼んだ男）（2014年10月11日） - 幼少時期的葛雷斯美彌子
  - 夏日·跟蹤狂·藍調（2015年9月26日）
  - Teddy Go!（2015年10月10日－10月31日） - 天野杏
  - 富士電視台青年劇本大賞（日语：フジテレビヤングシナリオ大賞） 超限定能力（日语：超限定能力#テレビドラマ）（2015年12月20日） - 橋田美雪〈女主角〉[38]
  - 追憶潸然（2016年1月18日－3月21日） - 船川玲美
  - 第一刑事部的烏鴉 第4話（2021年4月26日） - 詐欺罪、恐嚇罪的被告人[39]
  - 因為你把心給了我（2024年1月8日－3月18日） - 逢原雨〈主演〉

- 關西電視台
  - 我們做了個炸彈[注 2]（2017年7月18日－9月19日） -蒼川蓮子〈女主角〉[40]

東京電視台
- STAND UP！先導者（2012年5月3日） - 水原菫
- 週三推理9（日语：水曜ミステリー9） 保身（日语：保身）（2015年7月1日） - 宮下千夏
- 戀聲情人夢（2016年7月8日－9月30日） - 吉岡結子〈主演〉[10]

日本電視台
- 超級上班族左江內 第8話（2017年3月8日） - 桃子（女超人）
- 3年A班 -從此刻起，大家都是我的人質-（2019年1月6日－3月10日） - 茅野櫻〈女配角〉[41]
- 寵女青春白皮書（2020年8月2日[注 3]－9月13日） - 小比賀櫻[43][44][45]
- 秘密內幕～女警的反擊～（2021年7月7日－9月15日） - 川合麻依〈主演〉（與戶田惠梨香雙主演）[46]

TBS電視台
- 表參道高校合唱部！ 第3話（2015年7月31日）－近藤美希
- 騎上獨角獸（2022年7月5日－9月6日） - 成川佐奈〈主演〉[47]
- 新聞主播（2025年4月13日－6月15日） - 崎久保華

其它電視台
- 鋼之女（日语：ハガネの女#テレビドラマ） 第6話（2010年6月25日，朝日電視台） - 小學時期的芳賀稻子

### 網路劇
- 御手洗家、炎上（2023年，Netflix） - 村田杏子〈主演〉
- 要是晴天就好了（2025年，Amazon Prime Video） - 高橋紗穂〈主演〉

### 舞台
- （2010年5月1日－5日，目黑柿子禮堂（日语：めぐろパーシモンホール））[注 4]

### 配音

#### 外語電影
- 荷魯斯之眼：王者爭霸（2016年9月9日，GAGA（日语：ギャガ）） - Zaya〈Courtney Eaton 飾演〉[48]

#### 電影動畫
- 第二國度（2019年8月23日，日本華納兄弟） - 琴奈／艾莎公主[49]

### 情報節目
- We Can☆（日语：We Can☆）（2009年4月27日－2011年3月，BS富士） - We Can☆Girls的第1期生
  - We Can☆47（2011年4月8日－2012年3月30日，BS富士） - We Can☆47的成員

### 紀錄片
- Heart Net TV（日语：ハートネットTV）「教室 -手話明晴学園（日语：明晴学園）-」（2017年10月2日，NHK教育） - 旁白
- NNN紀錄片（日语：NNNドキュメント）'20「島 空舞 朱鷺色翼」（2020年1月、TV新潟製作，日本電視台、BS日視，日視NEWS24） - 旁白

### 綜藝節目
- NHK節目Tamago（日语：NHK番組たまご） 逆轉教室！（2012年10月8日，NHK）[50]
- 痛快TV爽快JAPAN（日语：痛快TV スカッとジャパン） 心跳加速痛快與 只有二人的「那個場所」（2017年3月20日，富士電視台） - 森田涼子〈主演〉
- 青春舞台2017（2017年9月9日，NHK教育） - 旁白

### 廣播節目
- SCHOOL OF LOCK！「GIRLS LOCKS!（日语：GIRLS LOCKS!）」（2016年10月3日－2018年3月29日[51]，TOKYO FM） - 第4週期主持人[52][53][54]
- 永野芽郁的All Night Nippon X（日语：永野芽郁のオールナイトニッポンX）（2025年3月31日－5月12日，日本放送）

### CM
- 東京電力「Switch!」（2010年）
  - 「電化」篇（2010年6月12日－）
  - 「床暖房」篇（2010年11月1日－）
- 日本可口可樂「可口可樂」（2012年1月1日－）
- 明治「明治牛奶巧克力（日语：明治ミルクチョコレート）」（2012年10月－2013年）
- NHK 霸凌防止宣導（2013年8月19日－2015年）
- LIFENET生命（日语：ライフネット生命保険）（2014年1月4日－）
- HONDA「HONDA GRACE（日语：ホンダ・グレイス）」（2014年）
- 任天堂遊戲「淑女風範3：絢麗☆裝扮」（2015年）
- HOYA「iCity（日语：アイシティ）」（2015年－）
- 朝日飲品（日语：アサヒ飲料）
  - 可爾必思「可爾必思水」（2016年4月－）[55]
  - 可爾必思品牌100週年
    - 「宣言」篇（2019年2月22日－）[56]
    - 「卒業」篇（2019年3月1日－）[57]
- 積水房屋「…」篇（2016年4月29日－）[58]
- 里庫路特
- 里庫路特喬布斯「TOWNWORK（日语：タウンワーク）」「告白」篇（2016年10月10日－）[59][60]
  - 里庫路特lifestyle 割
    - 「理由 書館」篇（2019年1月2日－）[61]
    - 「理由 春」篇（2019年2月24日－）[62]
- UQCommunications（日语：UQコミュニケーションズ）「UQMobile」（2016年10月24日－）[63]
- Alpen（日语：アルペン (企業)）（2016年12月16日－）[64]
  - 「先」篇、「家路」篇、篇
- 野村證券
  - 「NOMURA。『新風』篇」（2018年12月26日－）[65]
- 佳麗寶化妝品（日语：カネボウ化粧品） freeplus
  - 「敏感愛。15秒篇」（2019年1月25日－）[66]
- 味之素（2019年9月21日－）[67]
- AEON「英語會話」（2019年12月－）[68]
- SUNSTAR（日语：サンスター）「Ora2 me」（2020年6月27日－）[69]

### 廣告
- 三菱電機 於韓國銷售的公司案內小冊子（2009年）
- 西松屋（日语：西松屋）（2011年）
- 大和自行車（2012年－2013年）
- 島村服飾（日语：しまむら）（2013年－）
- ESS「Piu」形象模特兒（2014年－）
- 第94回全國高等學校足球選手權大會（2015年） - 第11代全國高等學校足球選手權大會應援女經裡[70]
- 未確認搖滾節2016（日语：未確認フェスティバル#未確認フェスティバル2016）（2016年） - 第2代應援Girl[71]
- 平成28年秋季全國火災預防運動海報（2016年）

### MV
- FUNKY MONKEY BABYS「LOVE SONG（日语：LOVE SONG (FUNKY MONKEY BABYSの曲)）」（2011年11月16日）
- 南方之星「光榮之男（日语：ピースとハイライト）」（2013年8月7日）
- SHE'S「Long goodbye」（2015年4月29日）[72]
- 櫻花蘑菇（2016年8月17日）[73]

### 網路電視
- 受胎（goomo（日语：Goomo））

### 雜誌
- Ribon（2010年7月號－，集英社） - 專屬模特兒。
- Nico☆Puchi（日语：ニコ☆プチ）（2010年10月號－2013年6月號，新潮社） - 專屬模特兒。
- nicola（日语：ニコラ (雑誌)）（2013年7月號[74]－2016年5月號[75]，新潮社）－專屬模特兒。
- seventeen（集英社）
  - 專屬模特兒（2016年9月號－2019年6月號）[76][77]
  - 「☆」連載（2017年8月號－）[78]
  - 2018年6月號別冊附錄『PHOTO BOOK』－與廣瀨鈴一起擔任封面人物[79]。

### 活動
- Seventeen夏之學園祭
  - Seventeen夏之學園祭2016（2016年8月23日）[80]
  - Seventeen夏之學園祭2017（2017年8月24日）[81]
  - Seventeen夏之學園祭2018（2018年8月25日）
- 東京女孩展演 2018 SPRING/SUMMER（2018年3月31日） - NHK特別舞台[82]
- Seventeen 秋之學園祭

## 書籍

### 寫真書
- 2018年度前期 連續電視小說『永野芽郁 in 一半，藍色。』PHOTO BOOK（臨時標題，2018年4月2日，東京新聞通信社）ISBN 978-4863367593[83]
- 永野芽郁1st寫真集「moment」（2019年3月5日，SDP，攝影：熊木優）ISBN 978-4906953707[84]
- No cambia（2020年4月24日，SDP，攝影：伊藤彰紀）通常版 ISBN 978-4906953837 特別版 ISBN 978-4906953882[85]

### 海報
- 永野芽郁 官方海報2016（2015年12月17日，SDP）[86][87]
- 永野芽郁 官方海報2017（2016年12月5日，SDP）[88]
- 永野芽郁 官方海報2018（2017年12月7日，SDP）[89]

### 月曆
- 永野芽郁官方桌曆2019（永野芽郁オフィシャルカレンダー2019）（2018年12月7日，SDP）
- 永野芽郁月曆2020 壁掛/桌上（永野芽郁オフィシャルカレンダー2020）（2019年12月9日，SDP）[90]

### 文件夾
- 永野芽郁文件夾2019（永野芽郁クリアファイル2019）（2018年12月7日，SDP）

## 得獎歷
2017年
- 第9回CONFiDENCE日劇大獎新人獎（『我們做了個炸彈』）[91][92]
- Yahoo！搜尋大獎2017特別部門獎[93]

2018年
- 第13回CONFiDENCE日劇大獎 最佳女主角獎「一半，藍色。」
- 第98回日劇學院獎 主演女優獎「一半，藍色。」[94]

2019年
- 第43回黃金飛翔獎（日语：エランドール賞） 新人獎「一半，藍色。」[95]
- 第27回橋田獎 新人獎「一半，藍色。」[96]
- 第100回日劇學院獎 助演女優獎「3年A班－從此刻起，大家都是我的人質－」[97]

2021年
- 第46回報知電影獎 最佳女主角「接棒家族」、「地獄花園」

2022年
- 第64回藍絲帶獎 最佳女主角「接棒家族」、「地獄花園」

## 腳註

## 外部連結
- 經紀公司官方資料 （页面存档备份，存于） （日語）星塵傳播官方網站
- （日語）（2011年12月2日－）
- 永野芽郁的X（前Twitter） （日語）
- 永野芽郁的Instagram帳戶 （日語）
- .   [2016-08-25]. （原始内容存档于2016-01-24）. （日語）

#invoke: Navbox
#invoke: Navbox
Template:日劇學院賞最佳女主角
Template:日劇學院賞最佳女配角
Template:TV Station日劇大賞最佳女配角獎
Template:報知電影獎最佳女主角
Template:藍絲帶獎最佳女主角